# Пикалов, Константин Александрович
Константин Александрович Пикалов (род. 23 июля 1968) — русский офицер и наемник, полковник ВС РФ. Известен под позывным «Мазай».

## Биография
Служил в воинской части под Санкт-Петербургом, после выхода на пенсию стал совладельцем и руководителем ныне закрытого детективного агентства.
Пикалов руководил операциями ЧВК «Вагнер» в Африке, в том числе в Центральноафриканской Республике, а также участвовал в военных операциях на востоке Украины и Сирии. Пикалова привлекали к ответственности за пытки и убийства, совершенные вагнеровцами в нескольких странах, включая Центральноафриканскую Республику. Кроме этого, он причастен к убийству трёх российских журналистов в ЦАР.
В 2014 году основал ЧВК «Конвой», отдельную от «Вагнера», которая действует преимущественно в Африке. После военного переворота в Нигере Центр стратегических и международных исследований сообщил, что США могут использовать последствия мятежа ЧВК «Вагнер» для лишения «Конвоя» и «Вагнера» влияния в регионе. В 2018 году курировал выборы Президента Мадагаскара.
В 2022 году основал частную разведывательную компанию "Центр исследования новых форм ведения войны", которая занимается сбором, обработкой и анализом информации из открытых источников информации с использованием искусственного интеллекта.